# Людина, що знайшла своє обличчя
Не плутати з раннім варіантом цього ж роману «Людина, що втратила обличчя».

«Людина, що знайшла своє обличчя» — фантастичний роман Олександра Бєляєва, опублікований в 1940 році. Роман є значно переробленим варіантом колишнього роману Бєляєва «Людина, яка втратила обличчя», опублікованого в 1929 році.

## Історія
Роман-«попередник» «Людина, яка втратила обличчя» був опублікований в 1929 році. Ідею сюжету роману дав Олександру Бєляєву за два роки до цього Євген Георгійович Торро, ендокринолог, іспанець за походженням, який часто бував у будинку письменника. Пізніше Бєляєв практично переписав заново другу частина роману. Авантюрний сюжет був перероблений в більш соціальний з натяком на ідеологічну підоснову. Настрій роману став оптимістичнішим. Роман «Людина, що знайшла своє обличчя» було вперше опубліковано у 1940 у в Ленінградському відділі видавництва «Радянський письменник». У 1956 році він увійшов до двотомне видання «Вибрані науково-фантастичні твори» (том I) видавництва «Молода гвардія».

## Сюжет
Антоніо Престо є одним з найзнаменитіших і найбагатших коміків американського кінематографа. Однак він переживає, що всі бачать в ньому лише смішного карлика і не помічають його драматичний талант. Після того як Гедда Люкс, красива актриса Голлівуду, в яку Престо закоханий, відмовляє йому через його ваду, він в таємниці від всіх вирішується лікуватися у лікаря Цорна, ендокринолога, який відкрив широкі можливості гормональної терапії. Доктору вдається вилікувати Престо від його каліцтва і повернути йому нормальну зовнішність і зріст. Однак відразу після цього у Престо з'являються великі проблеми. Слуга відмовляється визнавати в ньому свого старого господаря. Люкс, хоча після довгих пояснень і визнає зміненого Престо, але знову відмовляє йому - на цей раз через його невідомість. При спробі проникнути в свій власний будинок Престо заарештовують поліцейські. Починається довгий судовий процес, що ускладнився підступами власника кіностудії Пітча. Тим часом Престо вдається звільнитися з в'язниці. Він переселяється в тихе місце Єлловстонському парку, щоб зайнятися написанням сценарію нового фільму. Там він зустрічає молоду дівчину Еллен, яка вражає його своєю чистотою і щирістю. Нарешті судовий процес виграно і «новоявлений» Престо вирішує відкрити власну кіностудію, щоб наперекір банкам і великим кінокомпаніям зняти фільм про важке життя пересічних американців. Престо доводиться долати численні перепони, фінансові проблеми і відвертий наклеп на нього і Еллен. Нарешті йому вдається зняти фільм з Еллен в головній ролі. На Престо і фільм чекає приголомшливий успіх. Однак Престо затьмарений рішенням Еллен назавжди поїхати.

## Персонажі
- Антоніо Престо — карлик, знаменитий комік
- Містер Пітч — власник кіностудії «Пітч і К°»
- Гофман — оператор, колега Престо
- Гедда Люкс — актриса, зірка американського кіно
- Себастьян — слуга Престо
- Цорн — доктор, учений-ендокринолог
- Луїза Кальгаун — медсестра в клініці Цорна
- Пірс — адвокат
- Джон Баррі — сторож в Єллоустонському парку
- Еллен Кей — племінниця Баррі
- Місіс Ірвін — вдова, компаньйонка Еллен